# Ludwigshafen-Stadtteil West
Ludwigshafen-Stadtteil West ist der kleinste Stadtteil Ludwigshafens und taucht 1958 erstmals in Stadtkarten auf. Zuvor wurde in Einwohnerbüchern der Begriff Schlachthofviertel verwendet. In den heutigen Grenzen besteht der Stadtteil West seit 1974. Er setzt sich aus Teilen der Gemarkungen Friesenheim, Ludwigshafen und Mundenheim zusammen und wird im Ortsbeirat Nördliche Innenstadt zusammen mit den Stadtteilen Nord/Hemshof politisch verwaltet.

## Stadtteilgrenzen
Obwohl der Stadtteil in unmittelbarer Nähe zum Stadtzentrum, dem Hauptbahnhof Ludwigshafen liegt und an die Stadtbahnlinie 4 und die Buslinien 74, 75, 76 und 78 angeschlossen ist, ist er von den umliegenden Stadtteilen weitgehend isoliert. Charakteristisch ist die West-Ost-Ausdehnung entlang der Frankenthaler Straße, die nach Oggersheim führt. Begrenzt wird der Stadtteil West durch die Bahnlinie Ludwigshafen-Worms-Mainz im Norden, im Süden durch die A 650, den Badesee „Große Blies“ und das Postgiroamt, im Westen durch das Gebiet um das Heinrich-Pesch-Haus (Felder und Kleingärten) und im Osten durch Gleisanlagen der Deutschen Bahn AG.

## Geschichte

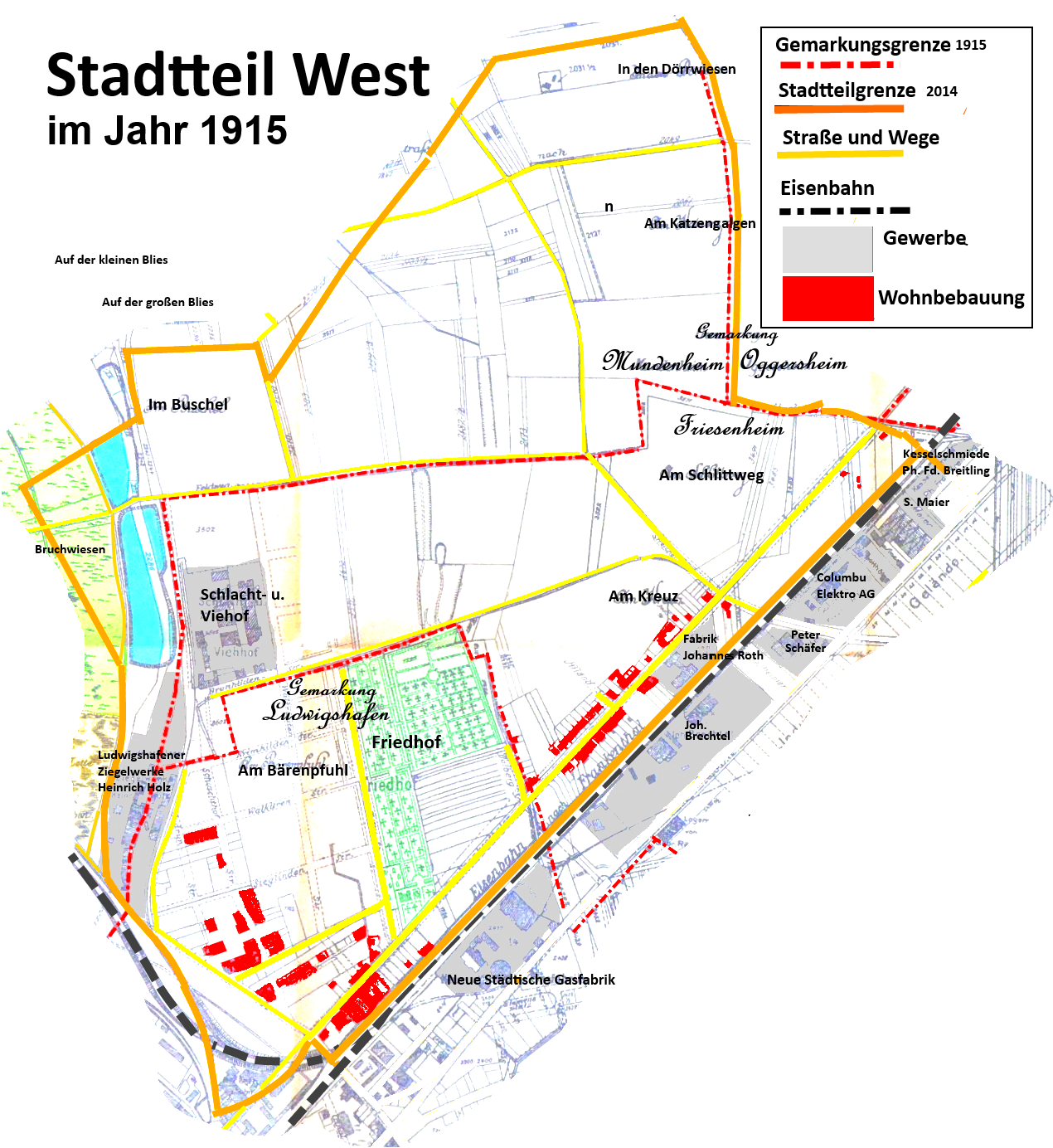
Ludwigshafen-West2

Der Rohrlacher Hof wurde 1807 an der heutigen Kreuzung Rohrlachstraße/Frankenthaler Straße errichtet und gehörte dann 1843 bis 1853 mit Gründung Ludwigshafens zur Gemeinde Ludwigshafen. Mit dem Bau der Pfälzischen Ludwigsbahn 1847 und der Bahnstrecke Mainz–Ludwigshafen 1853 wurde die Struktur des Stadtteils West entscheidend festgelegt. Entlang der Grenze des heutigen Stadtteils West und auf dem Gebiet selbst siedelten sich Fabriken und Betriebe an. 1856 wurde der heutige Hauptfriedhof als zentraler Friedhof für Ludwigshafen und die Vororte angelegt. Die erste Bebauung entstand 1895 an der Amalienstraße, etwa 1900 entlang der Frankenthaler Straße und um den Schlachthof. In den 1920er Jahren entstanden Reihenhäuser. 1939 hatte das „Schlachthofviertel“ 3400 Einwohner in 1030 Wohnungen. Auch im Stadtteil steht ein Bunker des Zweiten Weltkriegs, der 2001 die Ausstellung „Als Feuer vom Himmel fiel“ beherbergte. 1945 waren 20 % der Wohnungen im Krieg zerstört.
Die Valentin-Bauer-Siedlung wurde 1956 bezugsfertig. Ihr Name löste den Namen „Schlachthof-Viertel“ nach und nach ab. In der Bayreuther Straße wurden 1959 Obdachlosen- und Notunterkünfte errichtet, die Ende der 1960er durch neuere Bauten ersetzt wurden. 1961 verteilten sich 7000 Einwohner auf 2030 Wohnungen. Die 1960er Jahre bescherten dem Stadtteil den Neubau zweier Kirchen, die kath. Heilig-Kreuz-Kirche und die evangelische Mathäuskirche. In den 1980er Jahren wurde die Straßenbahntrasse gegen Ende der Frankenthaler Straße nach Süden neu trassiert. Da man starkes Bevölkerungswachstum erwartete, wurde die neue tiefer gelegene Straßenbahnstation Heinrich-Pesch-Haus gebaut und die Straßenführung für eine zu bauende Nord-Süd-Achse angelegt. In den 1990er Jahren wurden an der Wollstraße Containerunterkünfte für Asylbewerber errichtet, die 2007 aufgelöst wurden.

## Bildungs- und Sporteinrichtungen
Die Grundschule Bliesschule wurde 1958 als Volksschule gebaut, 1964 kam die heutige Schule mit dem Förderschwerpunkt Lernen Schule an der Blies als „Hilfsschule“ hinzu. Auf dem Gelände der ehemaligen Ziegelei Holz erhielten 1970 das Theodor-Heuss-Gymnasium und die Anne-Frank-Realschule ihren Standort im Stadtteil. Die freie christliche Lukasschule wurde 2002 gegründet, 2005 staatlich anerkannt und zog 2009 von einem Gemeindesaal im Stadtteil Nord/Hemshof in den Neubau im Stadtteil West. „Am Kreuz“ befindet sich seit 1972 die vom Jesuitenorden gegründete „Katholische Akademie Rhein-Neckar“, dem Heinrich-Pesch-Haus. Seit 1979 befindet sich an der Stelle der ehemaligen Fabrik J.Roth das Bildungs-Zentrum Helmut Müller für Umschulungen, Weiterbildungen und Qualifizierungen in den Berufsfeldern Metall, Holz und Bau. Es gibt zwei Horte und drei Kindertagesstätten im Stadtteil. Die Bezirkssportanlage West wurde 1977 eingeweiht.

## Betriebsstandort heute
Die 1946 gegründete Firma für Elektrogroßhandel Moster hat in West ihren Sitz. Seit 1911 hat die um 1900 nach Ludwigshafen am Rhein gezogene Firma Jean Engelsmann ihren Sitz in die Frankenthaler Straße. Sie begann hier in der Sparte Maschinenbau für Mühlen und entwickelte ihre Produkte nach dem Zweiten Weltkrieg dem Markt angepasst in Form der Sieb-, Förder- und Mischtechnik für Schüttgüter aus Kunststoff weiter.
1984 startete das Kabelpilotprojekt Ludwigshafen. Die Privatsender mit dem Sat.1-Vorgänger und 1985/1986 Radio RPR (Rheinland-Pfälzische Rundfunk GmbH & Co. KG) nahmen ihren Sendebetrieb auf. Im Stadtteil West hat auch die Landeszentrale für Medien und Kommunikation (LMK), Nachfolgerin der Landeszentrale für private Rundfunkveranstalter (LPR) ihren Sitz. Im Stadtteil befinden sich Floristen und Steinmetze, der Wertstoffhof West sowie ein Betriebshof des Wirtschaftsbetriebes der Stadt Ludwigshafen am Rhein (WBL). Zwei buntbemalte kugelförmige Gasbehälter der TWL am Rande der Stadtteilbegrenzung waren weithin sichtbar und zu einer Art Wahrzeichen für den Stadtteil geworden, was deren Abriss jedoch nicht verhinderte. Verschiedene Betriebe des Kfz-Handels und des Kfz-Services prägen den Stadtteil.

## Ehemalige Betriebe
Die Eisengießerei- und Maschinenfabrik der Johannes Roth AG wurde 1860 als mechanische Werkstätte errichtet und war später Zulieferer für die BASF. Die Maschinenfabrik für Kleinlöffelbagger Willy Ertmer hatte zuletzt hier ihre Betriebsstätte. 1897 wurden auf dem Gebiet des heutigen Stadtteils West die Ludwigshafener Ziegeleiwerke von Heinrich Holz gegründet.
Der Städtische Schlachthof wurde 1905 in Betrieb genommen, 1963 wurde auf dem Gelände ein Fleischgroßmarkt eröffnet, der zehn Jahre später schloss. Die Gebäude und Anlagen dienen heute verschiedenen Betrieben als Standort, außerdem der Gastronomie und dem Arbeiter-Samariter-Bund.
Der Lagerbetrieb der Pfälzischen Häuteverwertung war 1925 zunächst in einer im städtischen Schlachthof Ludwigshafen erstellten Bretterbaracke aufgenommen worden. 1927 wurde dann in der Krummlachstraße ein eigenes Grundstück erworben und genutzt. 1934–1945 war Häutebewirtschaftung unter der Kontrolle der Überwachungsstelle für Lederwirtschaft. 1948 führte die Pfälzische Häuteverwertung den Betrieb fort. Ab 1981 wurden verschiedene Nachfolgebetriebe gegründet, der Grundbesitz 1982 von der Betriebs-GmbH vermietet. Pächter der Lagerräume und der Hoffläche wurde die Stadt Ludwigshafen am Rhein, während der Pfälzische Fleischerverband den Bürotrakt bis 1996 mietete. Heite wird dieses Areal als Moschee genutzt.

## Neuere Stadtentwicklung
Der Rahmenplan der Stadtentwicklung von 1993 sah vor, eine Teilfläche des Stadtteils West mit der „Entwicklungsachse West“ (117 Hektar) mit weiterer Wohnbebauung und Gewerbeansiedlung weiterzuentwickeln. 2003 wurde der Plan aufgrund fehlenden Bedarfs an Wohnungen im Geschossbau und aufgrund der Bedeutung des Gebietes für das Stadtklima geändert. Der Anteil der gewerblichen Fläche und der Grünfläche wurde erhöht. Ein ehemaliges Wirtschaftsgebäude ist heute die Alemi Islam Moschee.
Ein Teil des Stadtteils (nördliche Achse und östlicher Teil) wurde 2001 in das Programm Soziale Stadt aufgenommen. Es gibt eine Interessensgemeinschaft West (IG West), die sich seit 1998 um den Stadtteil kümmert. Außerdem startete 2001 das Sanierungsgebiet West. U.a. wurden die von der IG-Farben (BASF) erbauten Mehrfamilienhäuser entlang der Frankenthaler Straße (Höhe Hauptfriedhof) und weitere Privatobjekte saniert. Die katholische Kirche Heilig Kreuz wurde 2006 aufgegeben. In den 1990er Jahren an der Wollstraße errichteten Containerunterkünfte für Asylbewerber konnten 2007 aufgelöst werden.

## Bilder

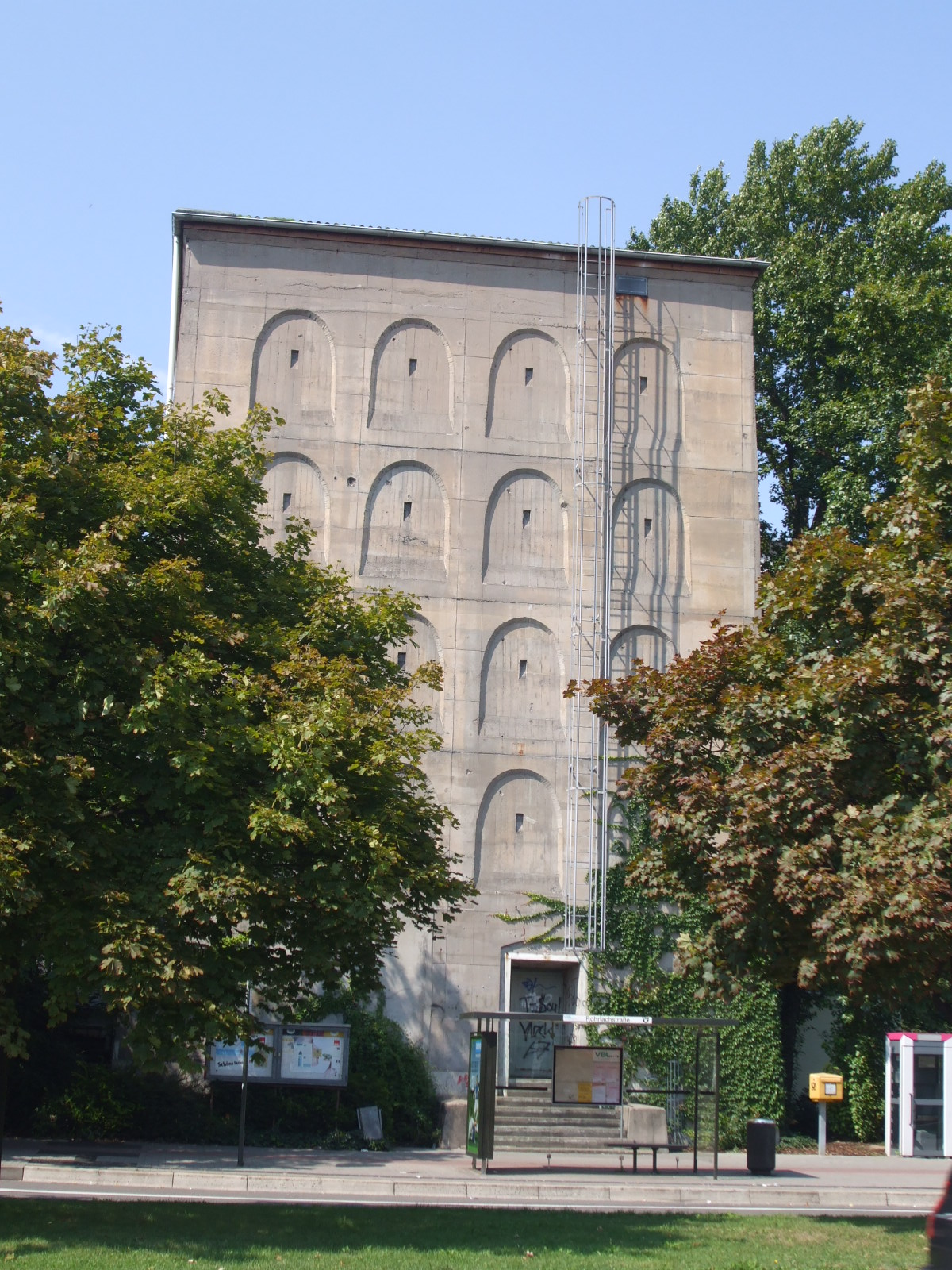
Bunker Ludwigshafen-West
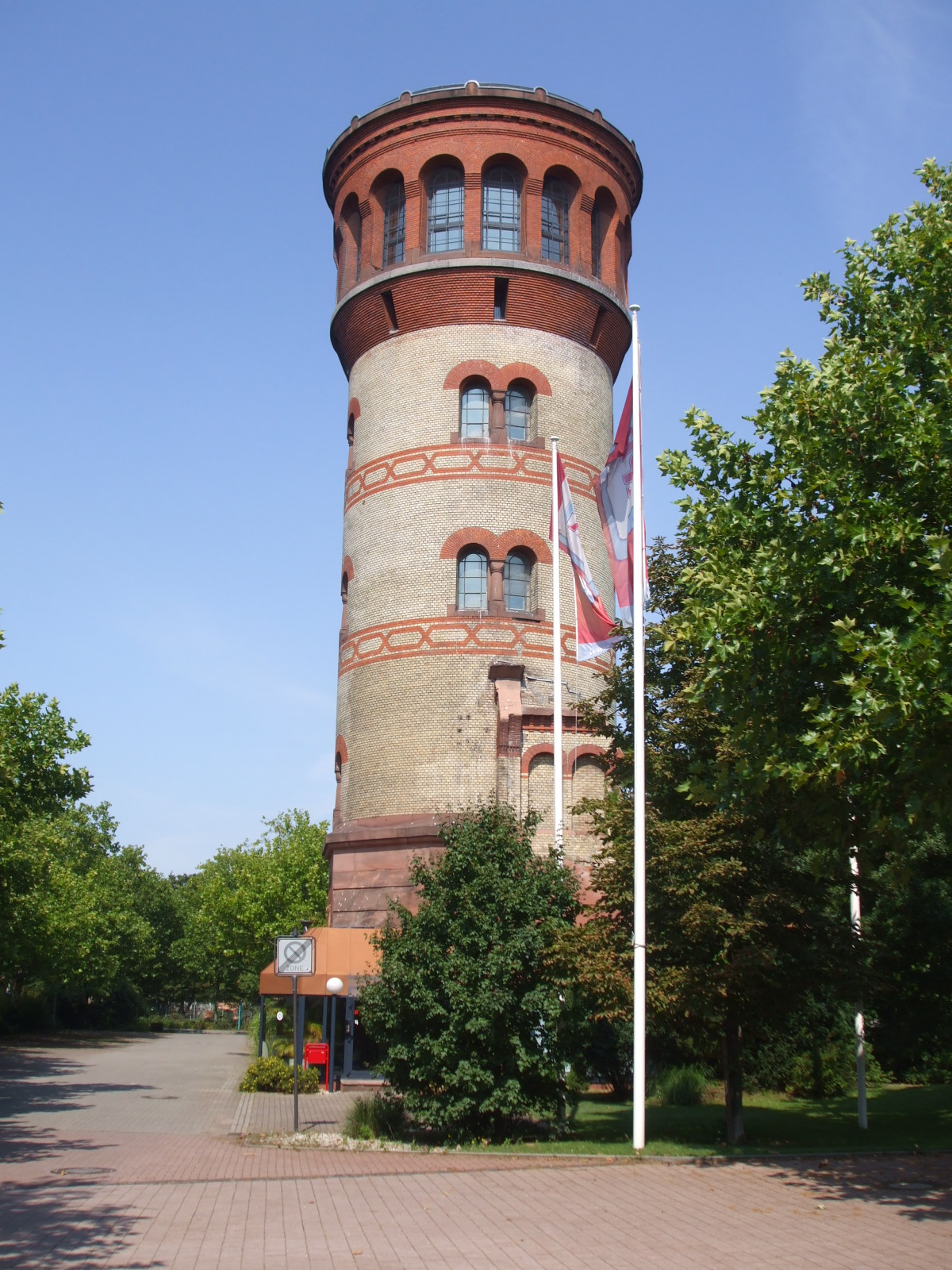
Wasserturm am Schlachthof
Valentin-Bauer-Straße
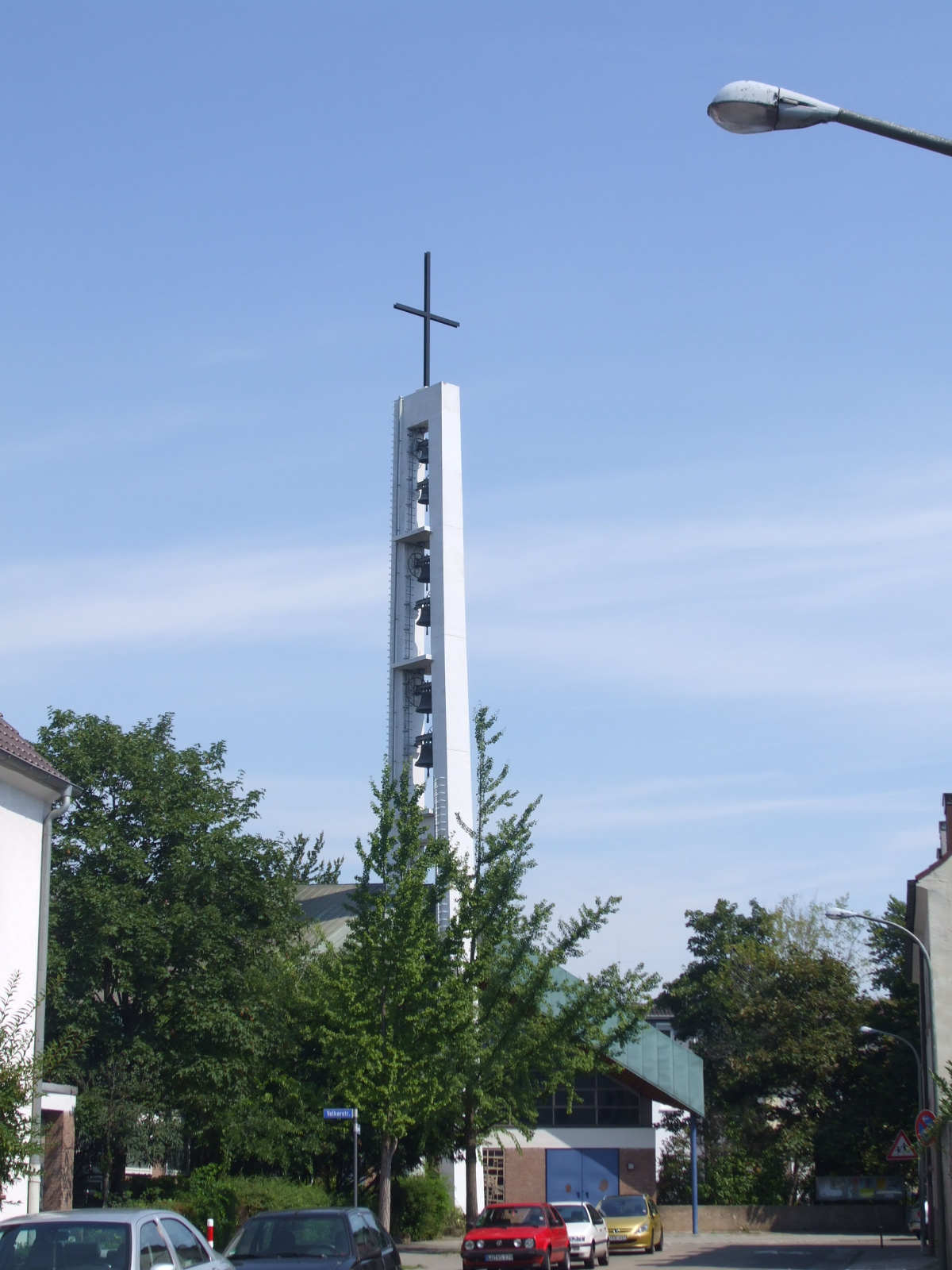
Ehemalige kath. Kirche Hlg.Kreuz
ev. Mathäuskirche
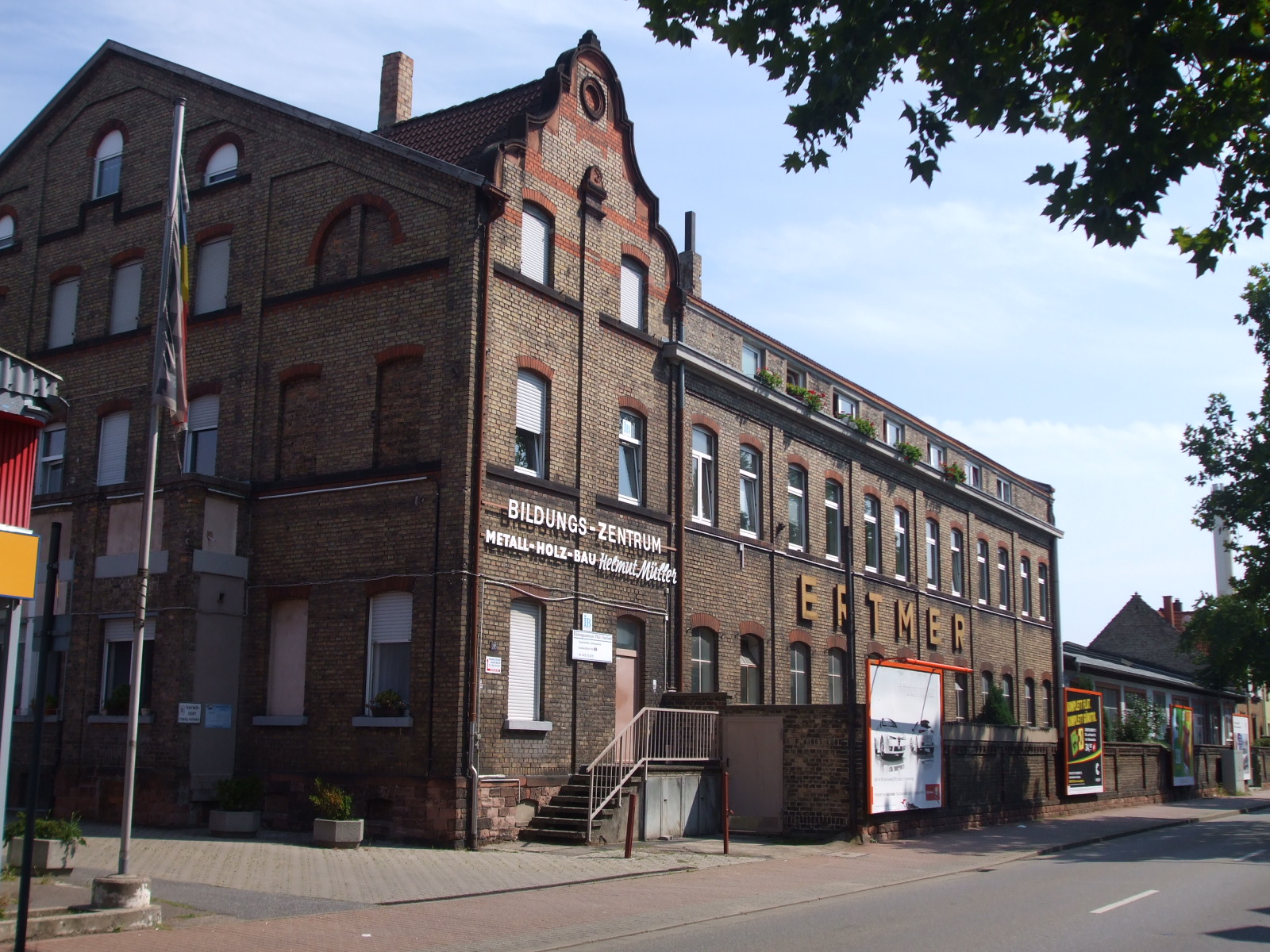
Ehemalige Fabrikgebäude J.Roth, später W.Ertmer
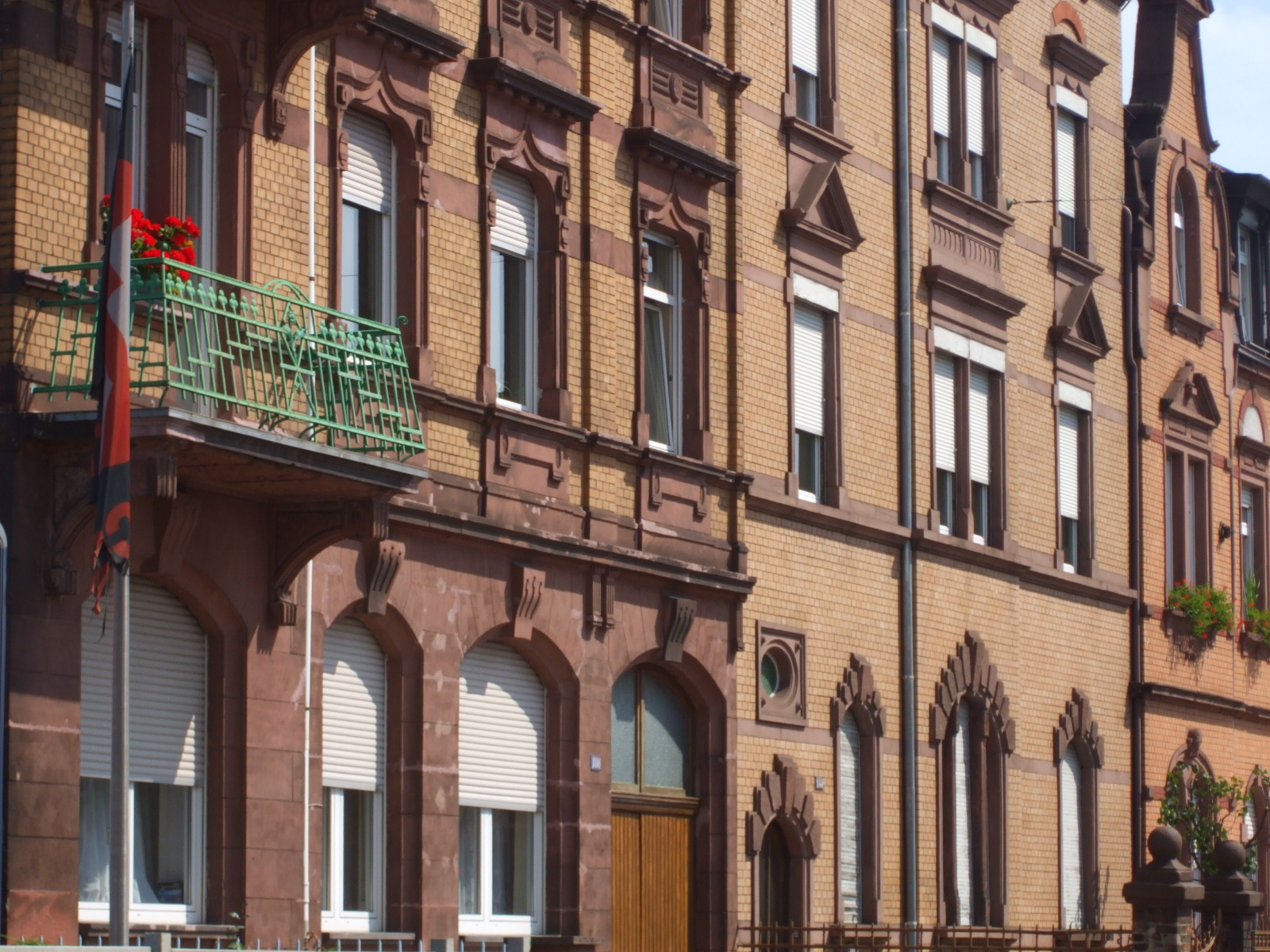
Häuser um 1900 erbaut
Heinrich Pesch Haus (HPH)
Haltestelle HPH
Straßenführung am HPH
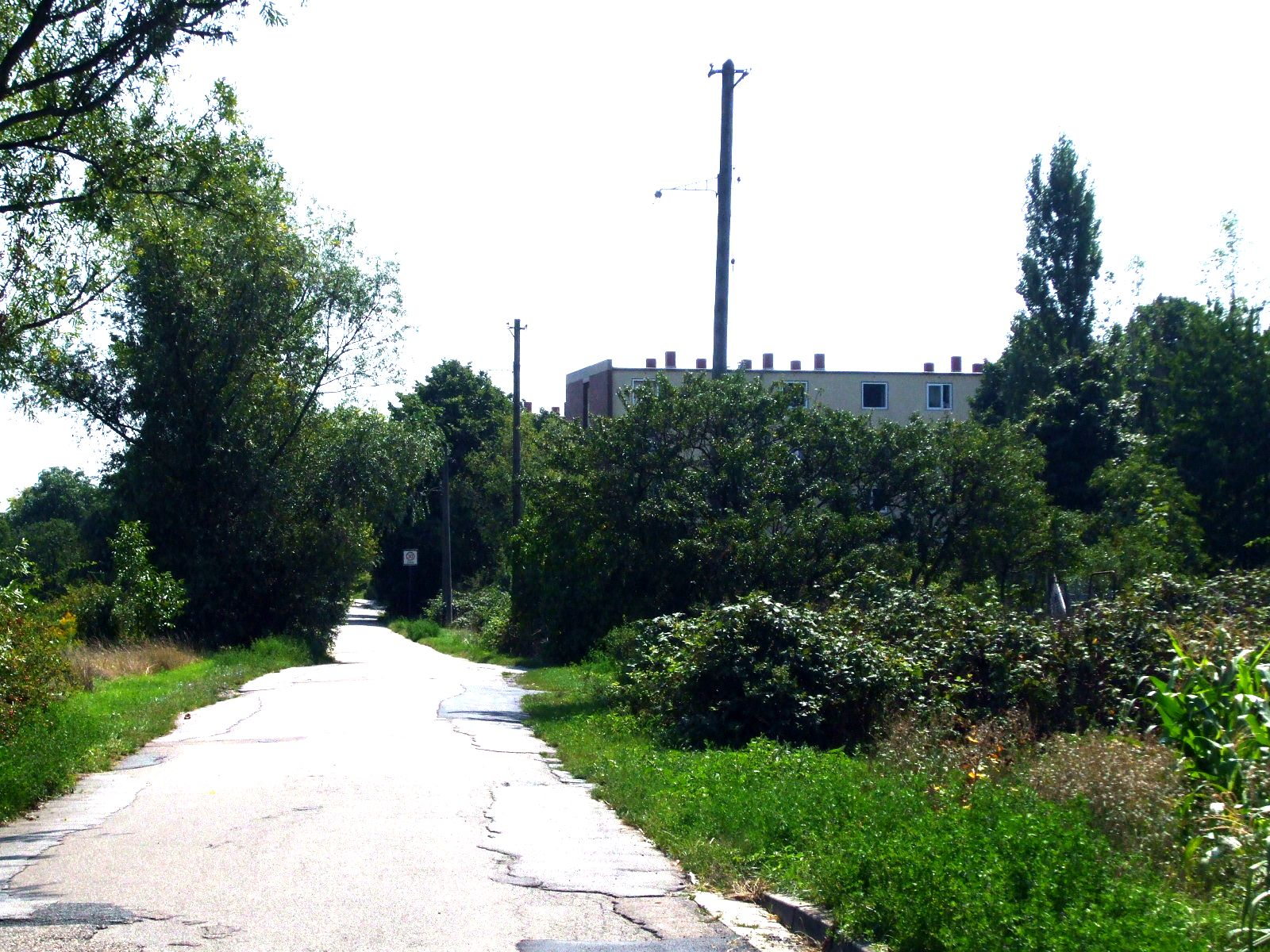
Bayreuther Straße
Ehemalige Pfälzische Häuteverwertung
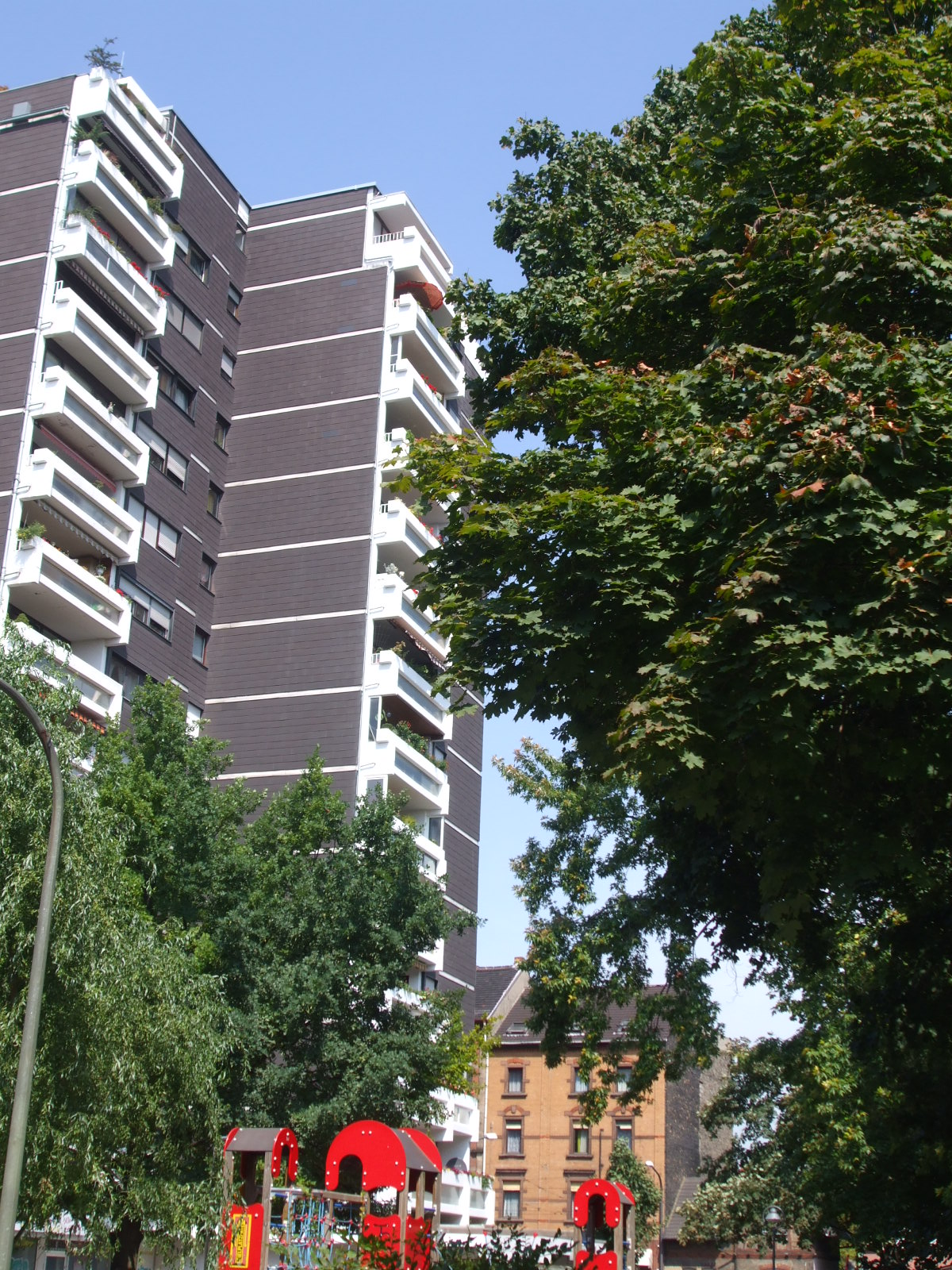
Alte und neue Bebauung
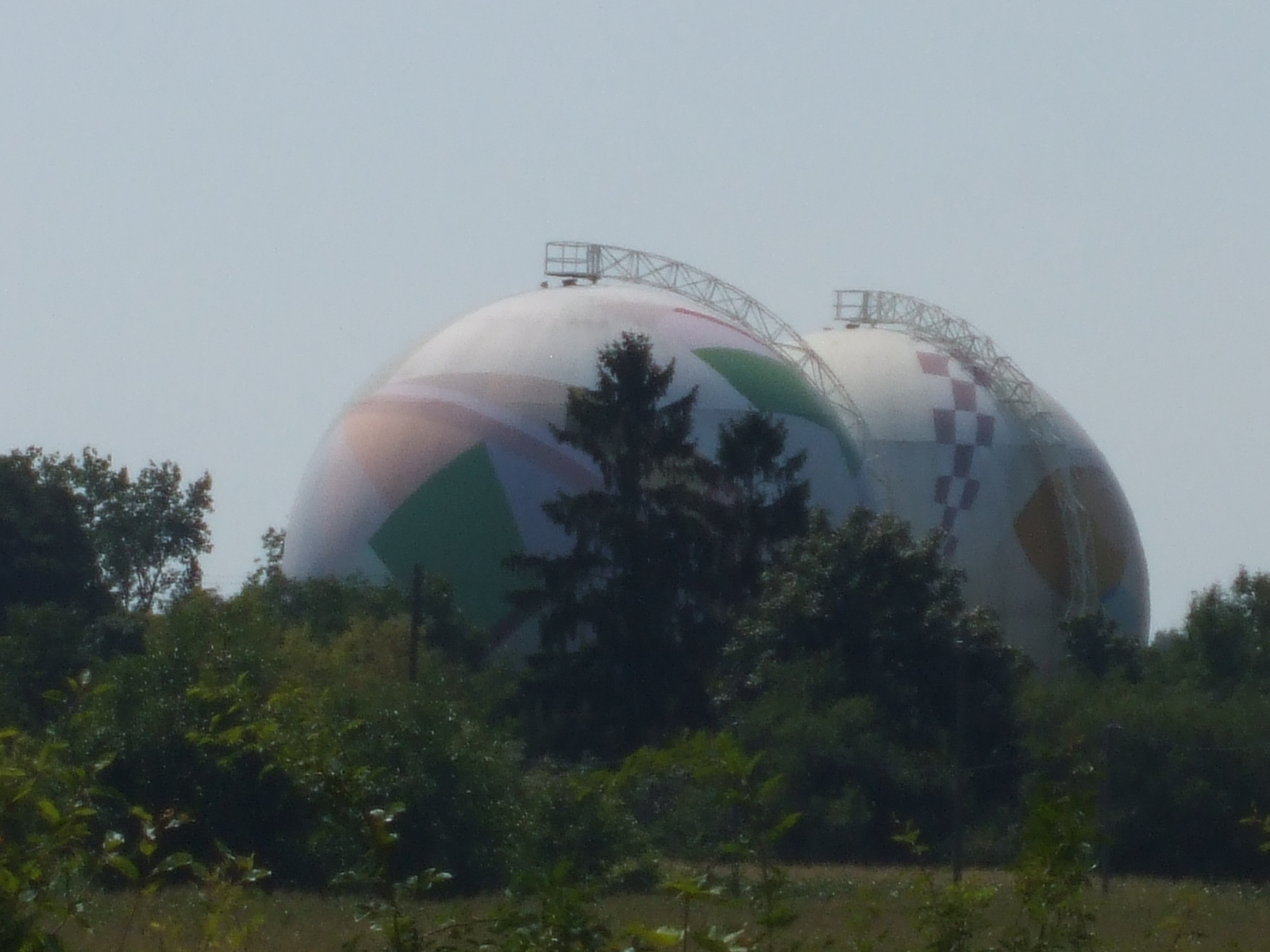
Gasbehälter